# Cavidad pélvica
La cavidad pélvica es una cavidad del cuerpo que está delimitada por los huesos de la pelvis. Su techo oblicuo es la entrada de la pelvis (la abertura superior de la pelvis). Su límite inferior es el suelo pélvico. La cavidad pélvica contiene principalmente los órganos reproductivos, la vejiga urinaria, el colon pélvico y el recto. El recto está situado en la parte posterior de la pelvis, en la curva del sacro y el coxis; la vejiga está enfrente, detrás de la sínfisis púbica. 
En la mujer, el útero y la vagina ocupan el intervalo entre estas vísceras. La cavidad pélvica también contiene grandes arterias, venas, músculos y nervios. Estas estructuras pueden ser afectadas por muchas enfermedades diferentes y por muchos fármacos de muchas maneras diferentes. Una parte puede afectar a otra, por ejemplo, el estreñimiento puede sobrecargar el recto y comprimir la vejiga de la orina, o el parto podría dañar los nervios pudendos y posteriormente llevar a la debilidad anal.

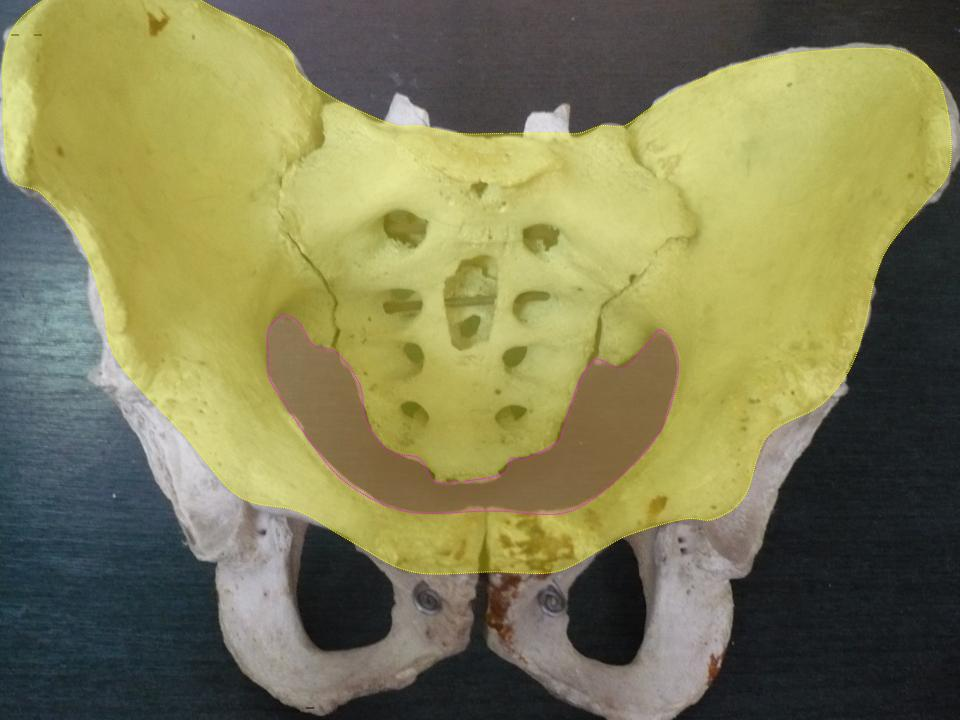
Pelvis

## Pelvis menor
La pelvis menor (o "pelvis verdadera") es el espacio delimitado por la cintura pélvica y por debajo del borde pélvico: entre la entrada de la pelvis y el suelo pélvico. Esta cavidad es un corto canal curvo, más profundo en su parte posterior que en su pared anterior. Algunos consideran que esta región constituye la totalidad de la cavidad pélvica. Otras fuentes definen la cavidad pélvica como el espacio más amplio que incluye la pelvis mayor, justo encima de la entrada de la pelvis.
La pelvis menor está delimitada por delante y por debajo, por la sínfisis púbica y las ramas superiores del pubis; por encima y por detrás, por el sacro y el coxis; y lateralmente, por una amplia zona, lisa y cuadrangular de hueso, que corresponde a las superficies interiores del cuerpo y rama superior del isquion, y la parte del ilion por debajo de la línea arqueada.

### Bordes de la pelvis
- Borde posterior:
  - Sacro
  - Coxis
- Bordes laterales:
  - Obturador interno
- Borde anterior
  - Sínsifis púbica
- Suelo:
  - Suelo pélvico

La pelvis menor contiene el colon pélvico, el recto, la vejiga y algunos de los órganos sexuales. El recto se encuentra en la parte posterior, en la curva del sacro y el coxis; la vejiga está enfrente, detrás de la sínfisis púbica. En la mujer, el útero y la vagina ocupan el intervalo entre estas vísceras.
Los nervios esplácnicos pélvicos que surgen en S2-S4 están en la pelvis menor.

## Pelvis mayor
La pelvis mayor (o pelvis falsa) es el espacio encerrado por la cintura pélvica arriba y enfrente del borde de la pelvis. Está limitado a ambos lados por el hueso ilíaco; por delante está incompleta, presentando un amplio intervalo entre los bordes anteriores del ilion, que está rellenado por los músculos y la fascia de la pared abdominal anterior; por detrás hay una profunda escotadura a cada lado entre el ilion y la base del sacro que está rellenada por la fascia toracolumbar y los músculos asociados.
En general, se considera parte de la cavidad abdominal (por eso se llama a veces la pelvis falsa). Algunos autores consideran esta región parte de la cavidad pélvica, mientras que otros replantean la cuestión clasificada por la llamada combinación de la cavidad abdominopélvica.
La pelvis mayor sostiene los intestinos (en concreto, el íleon y el colon sigmoide) y transmite parte de su peso a la pared anterior del abdomen
El nervio femoral de L2-L4 está en la pelvis mayor, pero no en la pelvis menor.

### Ligamentos
| Ligamento                        | Inserción Inferior      | Inserción terminal                                      |
| Ligamento ancho del útero        | útero                   | lado de la pelvis                                       |
| * Mesovario                      | ovario                  |                                                         |
| * Mesosalpinx                    | trompa de Falopio       | ligamento ancho del útero                               |
| * Mesometrio                     |                         |                                                         |
| Ligamento cardinal               | cuello uterino y vagina | pared pélvica                                           |
| Ligamento de ovario              | ovario                  | útero                                                   |
| Ligamento redondo del útero      | ovario                  | recorre el canal inguinal, termina en el monte de Venus |
| Ligamento suspensorio del ovario | ovario                  | pared pélvica                                           |

### Arterias
- arteria ilíaca interna
- arteria sacra media
- arteria ovárica

### Nervios
- plexo sacro
- nervios esplácnicos
- nervio femoral (pelvis mayor)

## Medidas
La pelvis puede clasificarse en cuatro tipos principales midiendo los diámetros pélvicos y conjugados en la entrada y salida de la pelvis y como diámetros oblicuos.

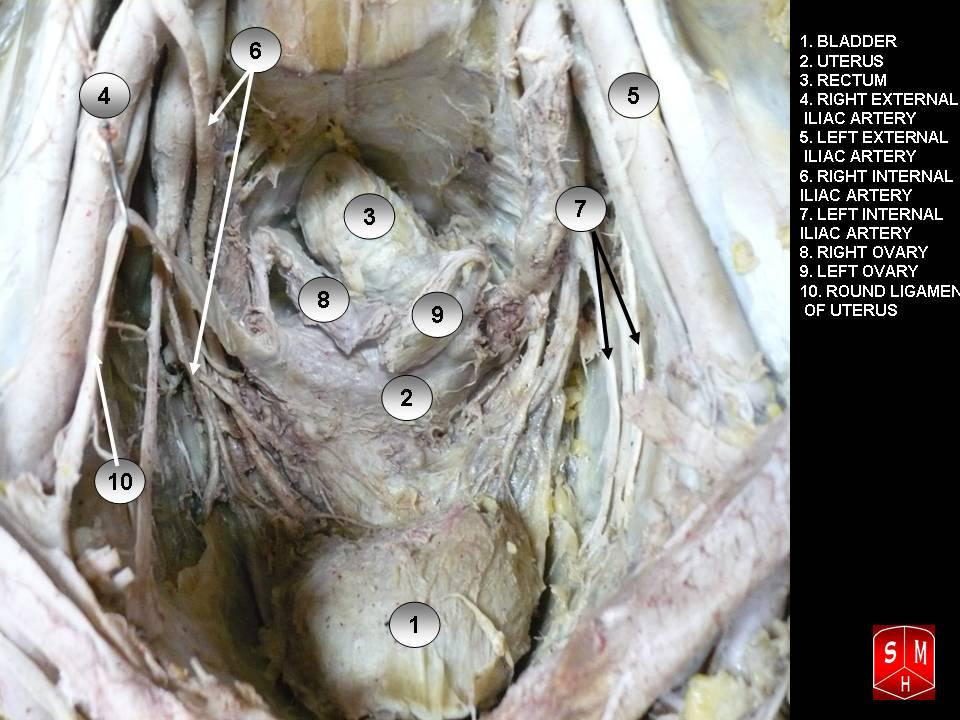
cavidad pélvica femenina

| Medición | De                                                             | A                                                              | Largo          |
| --- | -------------------------------------------------------------- | -------------------------------------------------------------- | -------------- |
| Diámetro transverso (de entrada) | Entre los puntos extremos laterales de entrada de la pelvis    | Entre los puntos extremos laterales de entrada de la pelvis    | 13.5-14 cm     |
| Diámetro oblicuo I | Articulación sacroilíaca derecha                               | Eminencia iliopúbica izquierda                                 | 12-12,5 cm     |
| Diámetro oblicuo II | Articulación sacroilíaca izquierda                             | Eminencia iliopúbica derecha                                   | 11,5-12 cm     |
| Conjugado anatómico (conjugado verdadero) | Sínfisis del pubis                                             | Promontorio                                                    | ~ 12 cm        |
| Conjugado obstétrico | Eminencia retropúbica (superficie posterior de la sínfisis)    | Promontorio                                                    | >10 cm         |
| Conjugado diagonal * | Ligamento púbico inferior                                      | Promontorio                                                    | 11,5-12 cm     |
| Conjugado recto | Borde inferior de la sínfisis                                  | Punta del coxis                                                | 9,5-10 cm      |
| Conjugado medio | Borde inferior de la sínfisis                                  | Borde inferior del sacro                                       | 11,5 cm        |
| Diámetro transverso (de salida) | Entre las tuberosidades isquiáticas                            | Entre las tuberosidades isquiáticas                            | 10-11 cm       |
| Distancia interespinosa | Entre las espinas ilíacas anterosuperiores                     | Entre las espinas ilíacas anterosuperiores                     | 26 cm (hembra) |
| Distancia intercrestal | Entre los puntos laterales más alejados de las crestas ilíacas | Entre los puntos laterales más alejados de las crestas ilíacas | 29 cm (hembra) |
| Conjugado externo | Apófisis espinosa de la quinta vértebra lumbar                 | Borde superior de la sínfisis                                  | ~ 20 cm        |
| Distancia intertrocantérica | Entre fémures                                                  | Entre fémures                                                  | 31 cm          |
| Debido a que el verdadero conjugado no se puede medir directamente se deriva a partir del conjugado diagonal que se mide a través de la vagina. |                                                                |                                                                |                |

## Imágenes adicionales

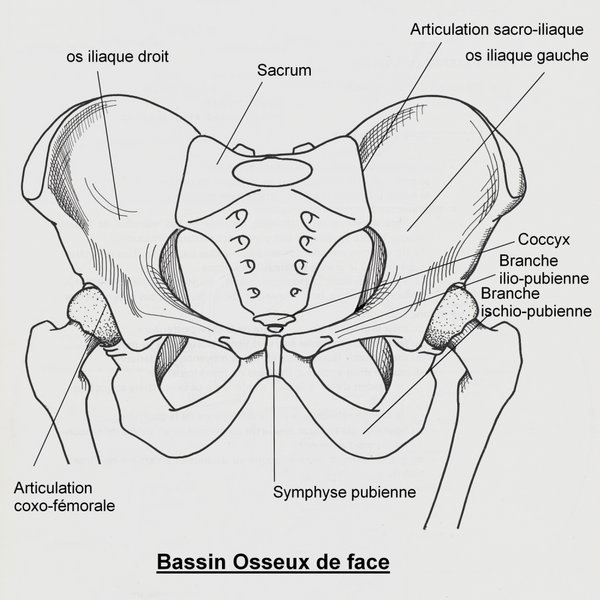
Huesos de la pelvis en español
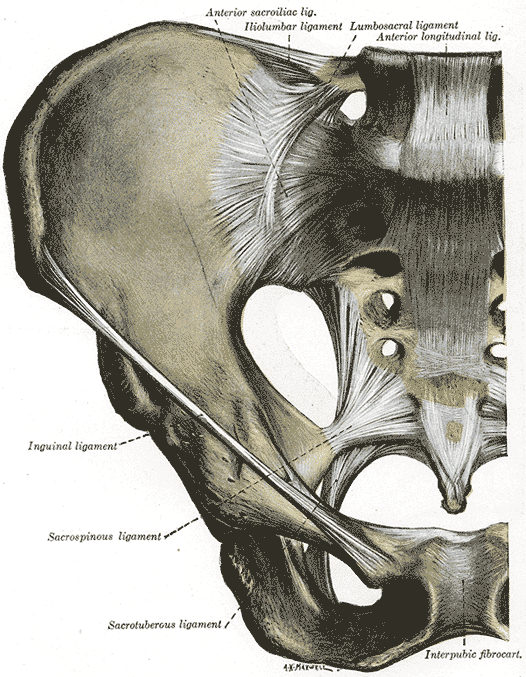
Articulaciones de la pelvis
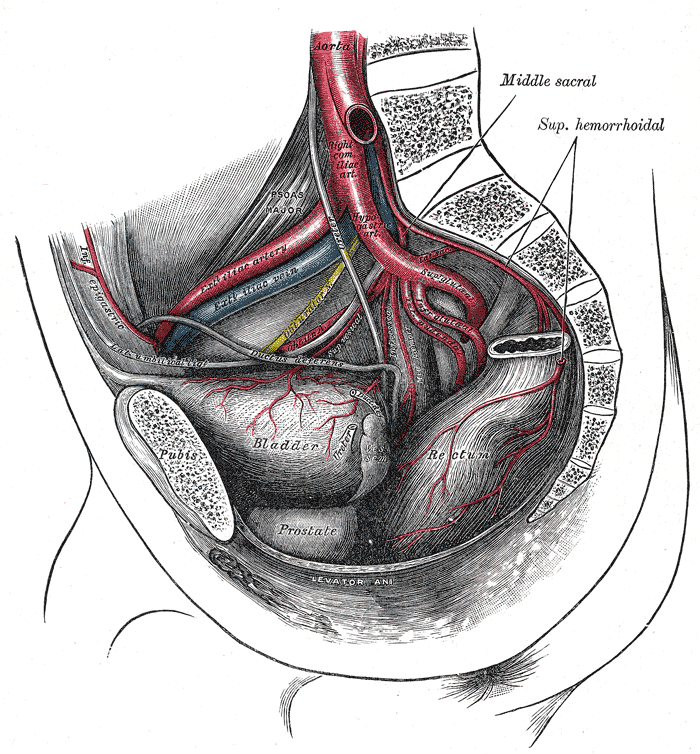
Arterias de la pelvis
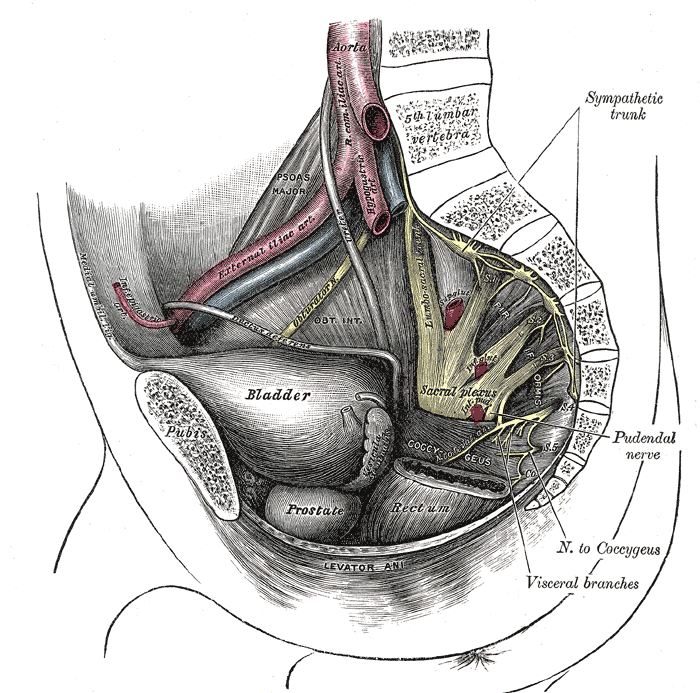
Disección de la pelvis
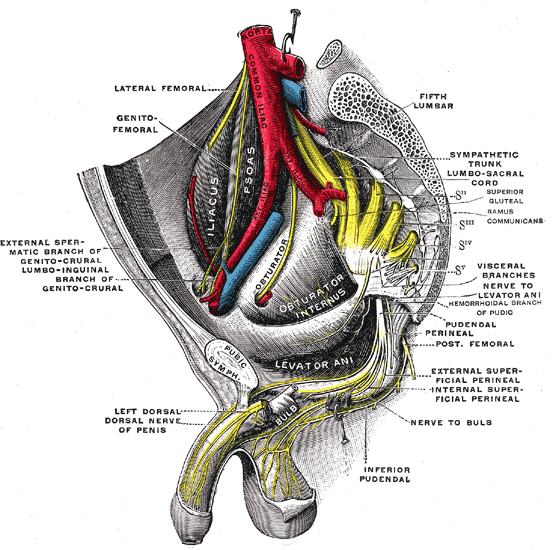
plexo sacro
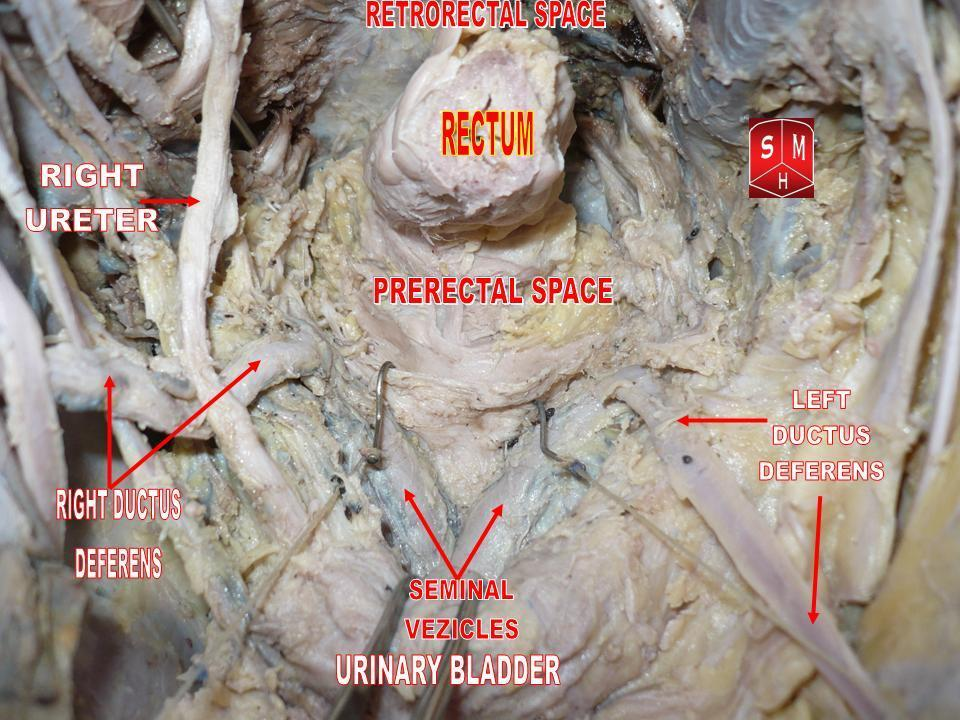
Cavidad pélvica masculina
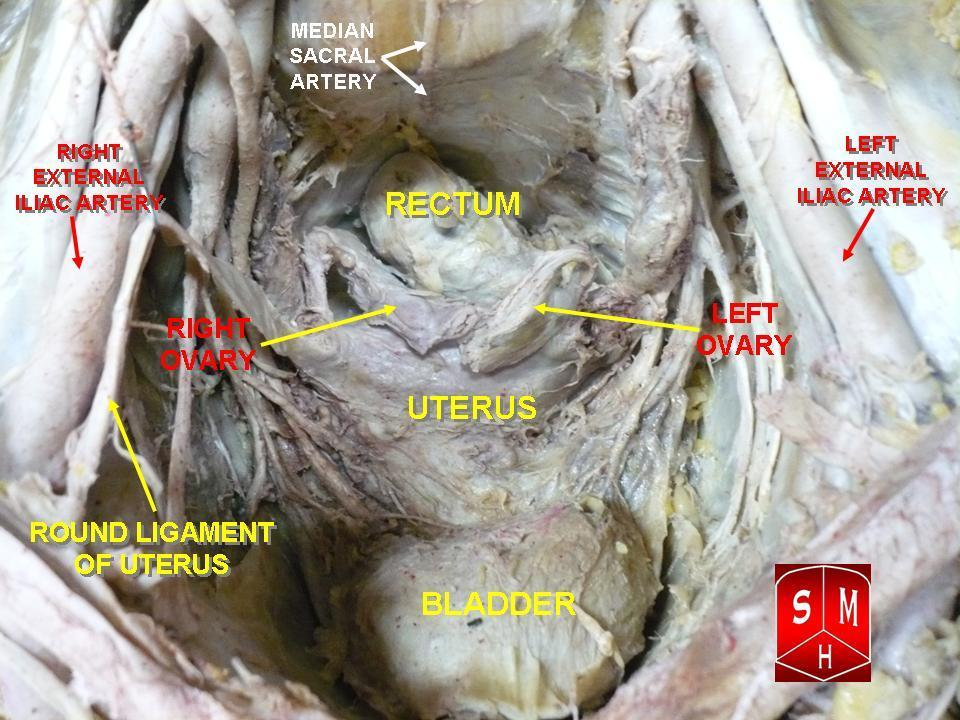
Cavidad pélvica femenina